# 再建設的
『再建設的』（けんせつてき）は、いとうせいこう & リビルダーズ 名義で2016年に発表された、初期のいとうせいこうの作品のカバー・バージョンを収めたトリビュート・アルバム。

## 解説
いとうせいこう & Tinnie Punx 名義で1986年に発表されたアルバム『建設的』の発表30周年を記念し、このアルバムや、いとうせいこう名義でリリースした1987年のシングルCD「BODY BLOW」、1989年にリリースした『MESS/AGE』、1992年にリリースした『OLEDESM』からの楽曲を、多数のアーティストたちがカバーしたものが収録されているほか、オリジナル盤に関わった、いとうせいこう、ヤン富田、高橋幸宏、大竹まことらも参加している。

## 収録曲
特記のない楽曲はアルバム『建設的』、△印の楽曲はCDシングル「BODY BLOW」、★印の楽曲はアルバム『MESS/AGE』、☆印の楽曲はアルバム『OLEDESM』に、それぞれ原曲が収録されている。
| #         | タイトル                                                | 作詞                               | 作曲         | 参加ミュージシャン                            | 時間  |
| --------- | ------------------------------------------------------- | ---------------------------------- | ------------ | --------------------------------------------- | ----- |
| 1.        | 「Money」                                               | 藤原ヒロシ、いとうせいこう、高木完 | ヤン富田     | スチャダラパー & ロボ宙                       | 3:53  |
| 2.        | 「なれた手つきでちゃんづけで」                          | いとうせいこう                     | 高橋幸宏     | 高橋幸宏                                      | 3:56  |
| 3.        | 「俺の背中に火をつけろ!!」                              | いとうせいこう                     | KERA         | 大竹まこと with きたろう & 斉木しげる         | 4:14  |
| 4.        | 「水の子チェリー」                                      | いとうせいこう                     | 桜井圭介     | Sunaga t experience feat. Akiko               | 6:02  |
| 5.        | 「アナーキー・イン・ザ・JAP」                           | いとうせいこう                     | ヤン富田     | 田口トモロヲ                                  | 1:11  |
| 6.        | 「JOE TALKS」                                           | 押切伸一                           | ヤン富田     | ユースケ・サンタマリア with KERA & 犬山イヌコ | 0:49  |
| 7.        | 「恋のマラカニアン」                                    | いとうせいこう                     | ヤン富田     | 竹中直人 & Sandii                             | 5:08  |
| 8.        | 「だいじょーぶ」                                        | 高木完                             | ヤン富田     | 真心ブラザーズ                                | 4:30  |
| 9.        | 「噂だけの世紀末」(★)                                   | いとうせいこう                     | ヤン富田     | RHYMESTER                                     | 5:04  |
| 10.       | 「ザ・プライベート・ソウル・ショー 〜直弼バージョン〜」 | レキシ                             | オレデスムス | レキシ                                        | 4:32  |
| 11.       | 「マイク一本」(★)                                       | いとうせいこう                     | ヤン富田     | サイプレス上野とロベルト吉野                  | 4:04  |
| 12.       | 「BODY BLOW」(△)                                        | いとうせいこう                     | ヤン富田     | MCU                                           | 5:35  |
| 13.       | 「渚のアンラッキーボーイズ」(△)                         | [ 注 2 ]                           | ヤン富田     | ゴンチチ                                      | 4:34  |
| 14.       | 「HEALTHY MORNING (Remixed By 岡村靖幸)」               | いとうせいこう                     | ヤン富田     | 岡村靖幸                                      | 5:40  |
| 15.       | 「スイート・オブ・東京ブロンクス」                      | いとうせいこう、押切伸一           | ヤン富田     | いとうせいこう & ヤン富田                     | 15:49 |
| 合計時間: | 合計時間:                                               | 合計時間:                          | 合計時間:    | 合計時間:                                     | 75:01 |